# Jezero

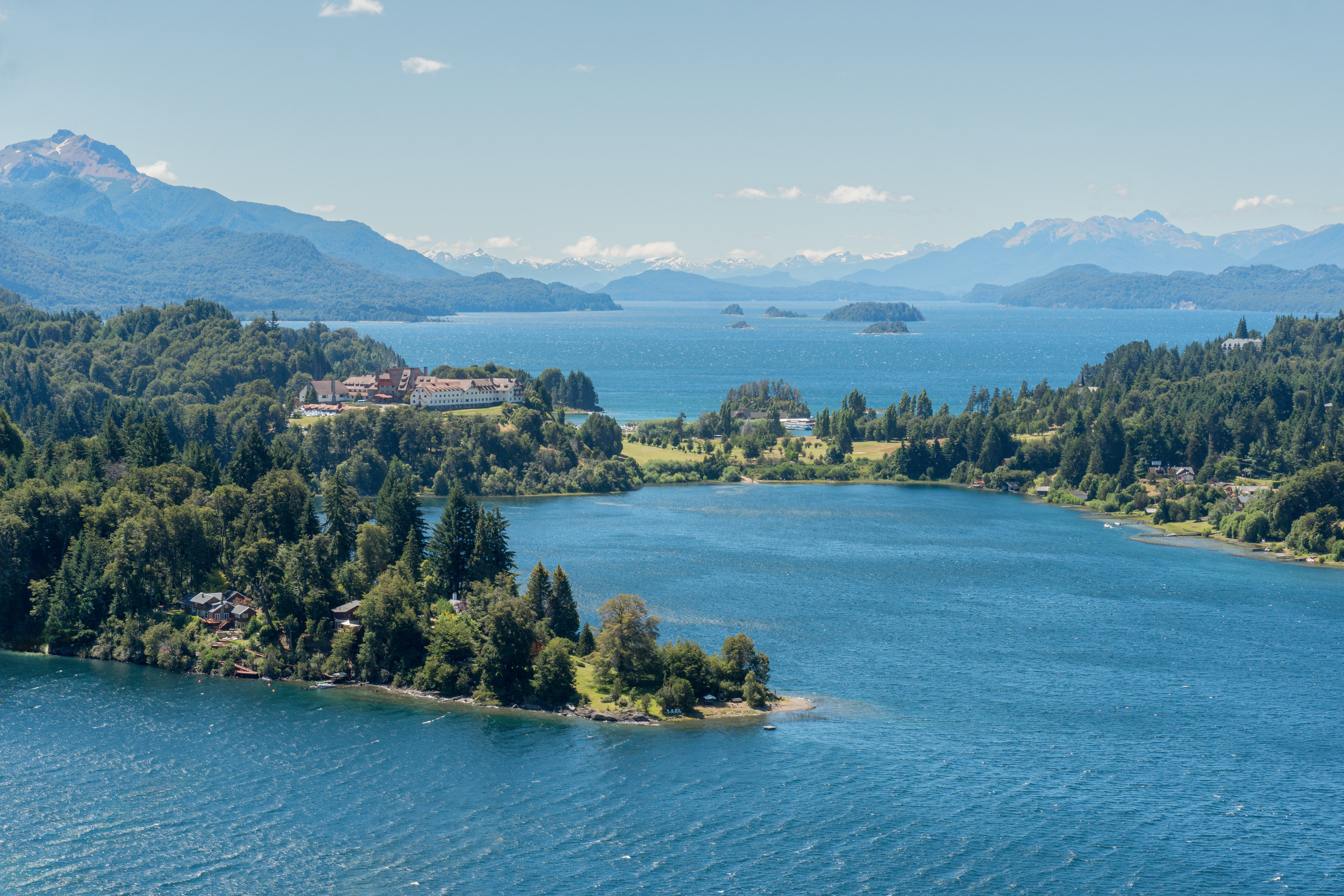
Jezera Nahuel Huapi a Lago Moreno v Bariloche (Argentina)

Jezero je vodní nádrž, která je napájena povrchovou, srážkovou, popř. podzemní vodou a není součástí světového oceánu. Celosvětově zaujímají jezera 1,8 % povrchu pevniny. Celkový objem se odhaduje na 180 000 kubických kilometrů. Některá velká bezodtoká jezera se nazývají „vnitrozemskými moři“, zejména pokud obsahují slanou vodu (např. Kaspické moře, Mrtvé moře, Saltonské moře). Zkoumáním jezer se zabývá věda zvaná limnologie.
Jezera mohou být přirozeného nebo umělého původu. V češtině je slovo jezero součástí pojmenování jen několika přehradních nádrží (např. Ivanské jezero) a rybníků (např. Máchovo jezero). Jezero nebo nádrže napodobující jezero se využívají také jako prvek zahradní architektury v sadovnické tvorbě.

## Klasifikace jezer

### Podle chemických vlastností vody
- sladkovodní jezera (Ladožské jezero, Ontario)
- slaná jezera (Kaspické moře, Mrtvé moře)
- smíšená jezera – jedna část jezera má slanou vodu, druhá sladkou (Neziderské jezero, Balchaš)
- hořká jezera (Velké Hořké jezero)

### Podle způsobu vzniku
- tektonická
- sopečná (vulkanická)
- ledovcová
- sesuvová
- termokrasová
- fluviální (říční)
- limanová
- eolická
- meteoritická
- krasová
- organogenní
- antropogenní (písníky, zatopené lomy atd.)

Jezera mají často kombinovaný původ, např. tektonicko-ledovcový (Ladožské jezero), tektonicko-krasový (Skadarské jezero), kdy se na vzniku a tvarování jezerní pánve podílí více různých geomorfologických pochodů.

### Podle jejich přítoků a odtoků
- průtočná jezera, tj. jezera s přítoky a alespoň jedním odtokem – např. Ladožské jezero, Bodamské jezero
- bezpřítoková jezera (jsou napájena pouze podzemní a dešťovou vodou)
- bezodtoková jezera (mají pouze přítoky) – např. Aralské jezero
- jezera bez přítoků a bez odtoků – např. Jezírko v Praze-Hlubočepích, často jezírka vytvořená jako prvek zahradní architektury

## Zajímavosti

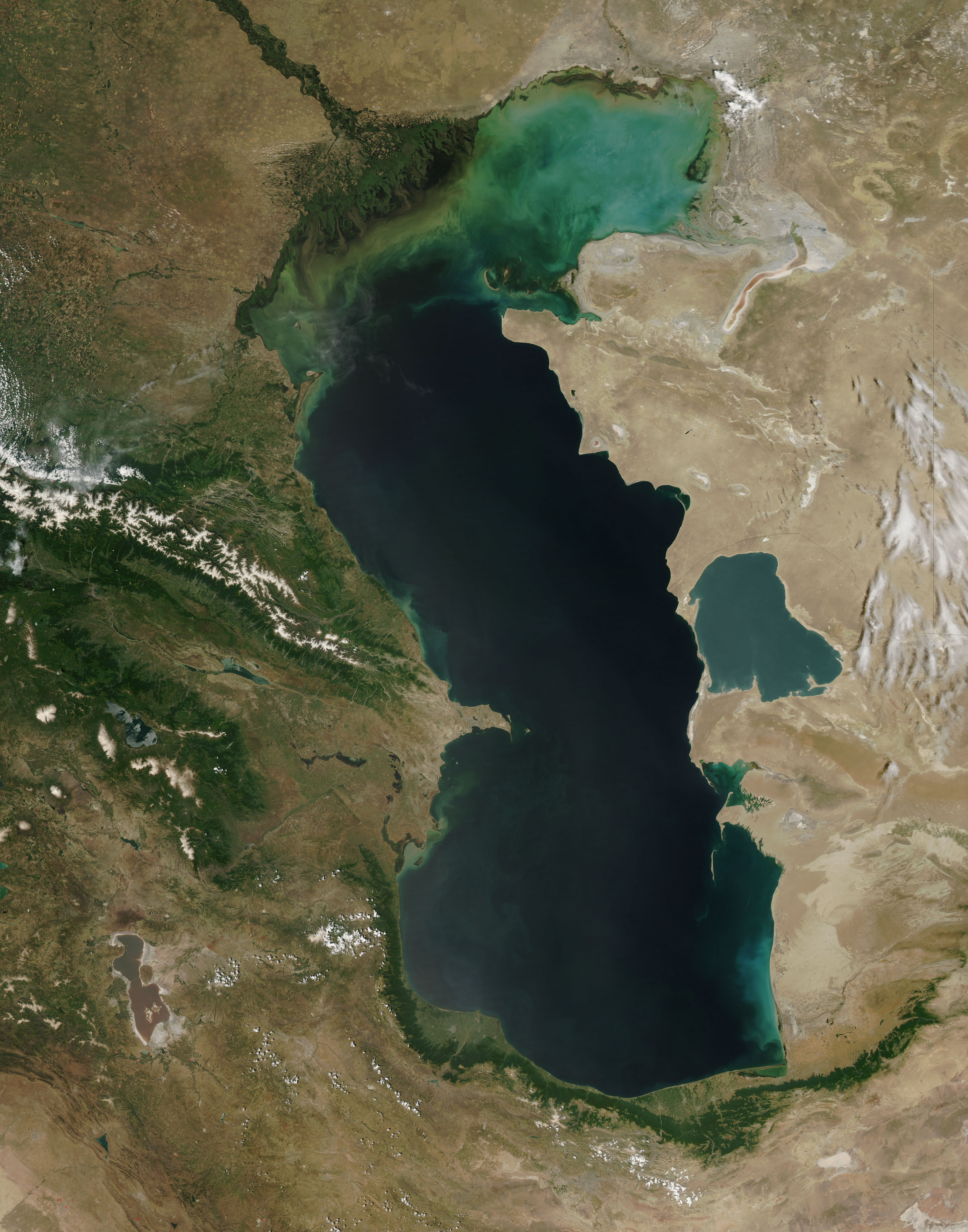
Kaspické moře

- Nejhlubší jezero na světě je Bajkal.
- Největším jezerem je reliktní jezero Kaspické moře, a to jak podle rozlohy, tak podle objemu.
- Nejvyšší vlny se tvoří na Velkých jezerech v Severní Americe, kde mohou dosáhnout až výšky 6 metrů.[2]
- Největší vliv slapových sil lze pozorovat u Michiganského jezera v USA, kde dochází ke vzdutí hladiny až o 7 cm.[3]